# 贺兰山西路街道
贺兰山西路街道，是中华人民共和国宁夏回族自治区銀川市西夏区下辖的一个乡镇级行政单位。

## 行政区划
贺兰山西路街道下辖以下地区：
学院社区、芦花台园林场社区、南梁社区、伊地社区、八一社区、贺兰山社区、盈北社区和赛马社区。